# سيرجي دراغونوف
عضو في سبيتناز الروسية، سيرجي دراغونوف (باليابانية: セルゲイ・ドラグノフ، بالروماجي: Serugei Doragunofu)، يعتبر الرمز الكبير للخوف في ميدان المعركة وقد حصل بسبب سحقه لأعدائه ومهارته الخارقة بـ«ملاك الموت الأبيض». شارك في التحقيق في جسد غير معروف سقط على الأرض في سيبيريا، استلم دراغونوف أوامر خاصة من المحتمل تعلقها بديفل جين، وشارك في بطولة ملك القبضة الحديدية 5 من أجل تنفيذ الأوامر. دوافعه الدقيقة والطبيعة الحقيقية لأوامره وغير ذلك غير معروفة. في مقطع في اللعبة قبل قتاله ما قبل الأخير ضد ريفن، العميل الذي يقول بأنه «مواجه لمنظمتك (دراغونوف)». وضحت تيكن 6 أن دراغونوف لم ينجح في العثور على جين، وعاد إلى روسيا. نتيجة للفوضى والحرب الجارية حول بسبب جين، المالك الحالي لميشيما زايباتسو، سافر دراغونوف حول روسيا لاتمام مهمته. في النهاية، أُمر دراغونوف بأن يشارك في بطولة ملك القبضة الحديدية 6 لتدمير ميشيما زايباتسو.
في فيلم 2010 تيكن، قام ممثل الفنون القتالية أنتون كاسابوف بأداء دور دراغونوف. كما في اللعبة، فإنه دراغونوف لايتكلم. شارك في بطولة ملك القبضة الحديدية، ولكنه وبعنف هُزم وقُتل في معركته ضد برايان فيوري.

## وصلات خارجية
- تيكن ويكي
- تيكنبيديا الإنجليزية نسخة محفوظة 3 نوفمبر 2013 على موقع واي باك مشين.